# Rhode Island
Rhode Island és un estat dels Estats Units d'Amèrica que forma part de la regió anomenada tradicionalment Nova Anglaterra. Es tracta de l'estat més petit dels cinquanta del país, però també és el segon més densament poblat. L'any 2000 tenia 1.048.319 habitants. La seva capital és Providence.
Com a part de les Tretze Colònies britàniques, fou una de les primeres a rebel·lar-se durant la Revolució Americana, i la quarta a ratificar els Articles de la Confederació. No obstant, l'estat va intentar boicotar la Convenció de Filadèlfia on es va redactar la Constitució dels EUA i fou el tretzè estat (l'últim dels originals) a signar-la.
Fins a 2020 s'anomenava oficialment l'Estat de Rhode Island i les Plantacions de Providence (en anglès: 'State of Rhode Island and Providence Plantations') reflectint la disposició geogràfica de l'estat entre les illes al voltant d'Aquidneck i la part continental al voltant de Providence. En un referèndum a novembre de 2020 els ciutadans van votar simplificar-ho a State of Rhode Island. La paraula plantation havia pres connotacions negatives pel seu ús a les plantacions esclavistes del sud dels EUA, malgrat que en el context d'aquest nom significa senzillament «assentament», i que Rhode Island havia estat des dels seus inicis un estat lliure.

## Geografia

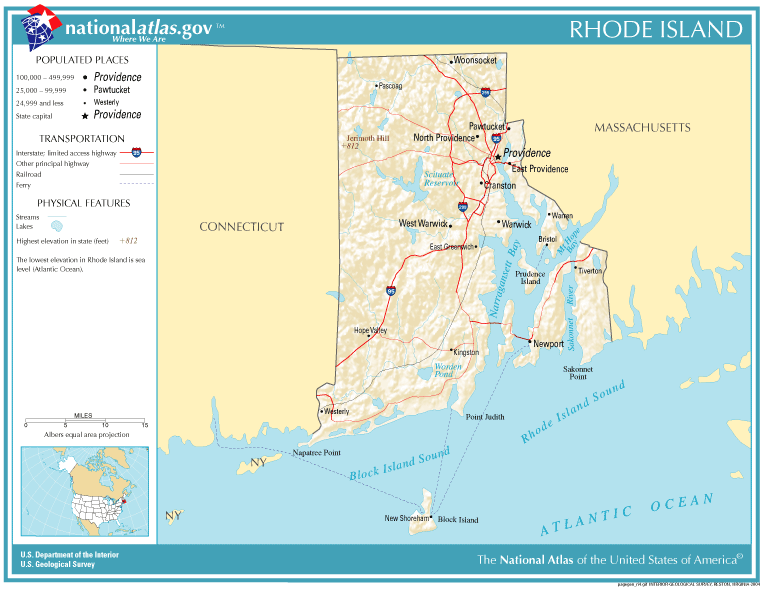
Plànol de l'estat de Rhode Island

Limita al nord i l'est amb l'Estat de Massachusetts, a l'oest amb Connecticut, i al sud amb l'oceà Atlàntic. Comparteix un límit aquàtic amb l'Estat de Nova York. La seva superfície és de 4.005 km² dels quals una tercera part són aigües interiors. Malgrat el nom de l'Estat, no tot sencer és una illa. Es tracta d'un Estat principalment pla; el punt més elevat només és a 247 metres d'altitud.
L'Estat té unes 30 illes, la més gran de les quals és l'illa d'Aquidneck, on es troben les ciutats de Newport, Middletown i Portsmouth. Una altra gran illa és Block Island.

### Clima
Degut a l'homogeneïtat de la topografia de l'Estat, el clima és molt uniforme en tot el seu territori. La temperatura mitjana anual és d'uns 10 °C, amb una variació de les mitjanes mensuals entre -1 °C al gener fins a 22 °C al juliol. Les temperatures extremes, en un període de 50 anys, han estat de 40 graus a l'estiu i -25 graus a l'hivern. La pluviometria anual és d'uns 1.100 litres quasi uniformement repartits en tots els mesos de l'any.

### Comtats
| # | Comtat     | Capital         | Comtats de Rhode Island |
| 1 | Bristol    | Bristol         | Comtats de Rhode Island |
| 2 | Kent       | East Greenwich  | Comtats de Rhode Island |
| 3 | Newport    | Newport         | Comtats de Rhode Island |
| 4 | Providence | Providence      | Comtats de Rhode Island |
| 5 | Washington | South Kingstown | Comtats de Rhode Island |

## Història
El 1614 l'explorador neerlandès Adriaen Block va ser el primer a visitar el territori, concretament l'illa de Block.
La Colònia de Rhode Island i Plantations de Providence van ser fundades per Roger Williams, un líder purità que va ser expulsat de la Colònia de la Badia de Massachusetts després d'advocar per una separació formal amb l'Església d'Anglaterra. El 1636, colons de religió baptista van fundar la ciutat de Providence. El 1637 Anne Hutchinson i d'altres colons van establir-se al que després seria la ciutat de Portsmouth, i el 1639 es va fundar Newport.
El 1644 el nom d'Aquidneck Island va ser canviat pel de Rhode Island.
El 18 de maig de 1652 Rhode Island va aprovar la primera llei de Nord-amèrica que prohibia l'esclavisme.
Durant el període colonial Rhode Island era l'unica de les 13 colònies amb llibertat religiosa completa.
Va estar entre les 13 colònies fundadores dels Estats Units d'Amèrica, i fou la tretzena a signar la Constitució dels Estats Units.

## Demografia
Segons el cens dels EUA del 2000 hi havia 11.075 amerindis nord-americans a l'Estat (l'1%). Per tribus, les principals eren narragansett (2.389), wampanoag (469), pequot (399), cherokees (861), iroquesos (223), micmac (105) i blackfoot (310).